# Unterbaldingen
Unterbaldingen ist ein Ortsteil der Stadt Bad Dürrheim im Südwesten von Baden-Württemberg im Schwarzwald-Baar-Kreis. Die nächstgrößeren Städte sind Geisingen etwa 6,5 km südlich, Donaueschingen etwa 10 km westlich und Bad Dürrheim etwa 11 km nördlich.

## Geographie

### Geographische Lage
Unterbaldingen liegt am östlichen Ende der Hochebene der Baar, auch Ostbaar genannt, zwischen dem südlichen Schwarzwald und der Schwäbischen Alb auf knapp 700 m ü. NN. Westlich des Ortes fließt die Kötach von Norden nach Süden. Weiter westlich besitzt Unterbaldingen ausgedehnte landwirtschaftliche Nutzflächen, welche vor allem mit Ackerbau bewirtschaftet werden. Dort befindet sich auch der Niederwiesensee. Im Südwesten hat Unterbaldingen Anteil am Unterhölzer Wald. In ihm liegt auf Unterbaldinger Gemarkung ein Jagdschloss des Fürsten zu Fürstenberg. Am Waldrand liegen die Herdweidhöfe, welches Aussiedlerhöfe sind. In der Nähe des Kötachufers liegt der Ziegelhof. Im Süden der Gemarkung liegt die Kläranlage Kötachtal und der ihr zugehörige Klärsee. Im Osten erhebt sich der Baldinger Berg, welcher an der Blatthalde mit 915 Metern seine höchste Erhebung auf Unterbaldinger Gemarkung besitzt.
Geologisch hat Unterbaldingen Anteil am Südwestdeutschen Schichtstufenland. Im westlichen Teil der Gemarkung lässt sich die Gesteinsschicht des Lias nachweisen, der weiter östlich vom Dogger und schließlich vom Malm überdeckt wird. Somit hat Unterbaldingen Anteil am Baarjura.

### Nachbarorte
Unterbaldingen grenzt im Norden an Oberbaldingen, im Nordosten an Öfingen, die beide ebenfalls zu Bad Dürrheim eingemeindet wurden, im Osten an die zu Immendingen gehörende Ortschaft Zimmern, im Osten und Süden an die Stadt Geisingen, sowie im Westen an die Ortschaften Neudingen und Pfohren, welche Ortsteile der Großen Kreisstadt Donaueschingen sind.

### Ortsgliederung
Unterbaldingen ist ein typisches Haufendorf und ist mit seinen 1096 ha Katasterfläche zweitgrößter Teilort der Stadt Bad Dürrheim. Im Ortskern wohnt die übergroße Mehrheit der rund 650 Einwohner. Einige wenige Bürger wohnen jedoch in den Wohnplätzen außerhalb des Kernortes. Auf Unterbaldinger Gemarkung liegen die abgegangenen Ortschaften Efringen, Pfefflingen bzw. Pfeffingen und Ebenhausen bzw. Sebenhausen, von dem Teile der Gemarkung in Geisingen aufgegangen sind.

### Klima
Aufgrund seiner Höhenlage herrscht raues, gemäßigtes bis kontinentales Klima vor. Die Winter können lange und sehr frostig sein. So treten die ersten Nachtfröste häufig schon im September auf und in manchen Januarnächten kann die Temperatur bis unter −30 °C fallen. Unterbaldingen liegt auf der Leeseite des Schwarzwaldes und hat somit eine niedrige Niederschlagssumme aufzuweisen, hingegen zählt der Ort überdurchschnittlich viele Sonnenstunden.

## Geschichte
Die Gegend zwischen Baldingen und Pfohren ist schon seit der jüngeren Steinzeit (um 4000 v. Chr.) besiedelt, was einige Fundstücke aus der Umgebung belegen. Das Wort Baldingen setzt sich aus der alemannischen Bezeichnung für Personenverbunde (-ingen) und dem Namen eines alemannischen Hauptes (Baldo) zusammen, der sich dort niedergelassen hat. Baldingen wurde erstmals in einer Urkunde des Klosters St. Gallen aus dem Jahre 769 als Villa Baldinga schriftlich erwähnt. In einer weiteren Urkunde aus dem Jahre 854 wird auch eine Kapelle in St. Galler Besitz genannt, die damit zu den frühsten bezeugten Gotteshäusern auf der Baar gehört.
Ab dem 12. Jahrhundert stand der Ort unter der Herrschaft der aus Geisingen stammenden Herren von Wartenberg. Graf Heinrich von Fürstenberg wurde im Jahre 1283 von Rudolf I. von Habsburg mit der Landschaft Baar belehnt, die dadurch zur Landgrafschaft wurde. Erste urkundliche Erwähnungen einer Trennung des Ortes in ein oberes und niederes Baldingen, lassen sich auf das Jahr 1302 datieren. Das niedere Baldingen kam 1321 als Unterbaldingen zum Hause Fürstenberg, nachdem das Geschlecht der Wartenberger ausgestorben war.
Als Herzog Ulrich von Württemberg im Jahre 1534 die Reformation in seinem Land durchführte, wurde das seit 1376 württembergische Oberbaldingen evangelisch, wohingegen Unterbaldingen katholisch blieb.
Im Jahre 1806 wurde Unterbaldingen dann dem Großherzogtum Baden zugeteilt, die Landeshoheit jedoch blieb beim Fürsten zu Fürstenberg. Am 1. April 1972 musste sich die bis dahin eigenständige Gemeinde Unterbaldingen der Gemeinde Bad Dürrheim angliedern, obwohl Unterbaldingen deutlich näher an der Stadt Geisingen liegt. Bis zur Eingemeindung gehörte Unterbaldingen zum Landkreis Donaueschingen. Mit der Eingemeindung wechselte es in den Landkreis Villingen-Schwenningen, aus dem wenige Monate später der neue Schwarzwald-Baar-Kreis entstand.
Die Landwirtschaft prägte über Jahrhunderte hinweg das Leben der Einwohner Unterbaldingens. Erst durch die einsetzende Industrialisierung nahm ihre Bedeutung ab, so dass heute die meisten Unterbaldinger zum Arbeiten in nahegelegene Städte auspendeln.

## Politik

### Ortschaftsrat
Der Unterbaldinger Ortschaftsrat besteht aus acht Mitgliedern, die bei den Kommunalwahlen auf fünf Jahre gewählt werden.

### Ortsvorsteher
Der ehrenamtliche Ortsvorsteher von Unterbaldingen ist seit 2019 der Lehrer Jürgen Schwarz (CDU). Vereinbarungsgemäß trat in der Mitte der Amtszeit sein Vorgänger Gottfried Schacherer von den Freien Wählern zurück und ermöglichte damit die Wahl von Jürgen Schwarz. Beide hatten dies nach den Kommunalwahlen 2014 verabredet, weil beide politische Gruppierungen im Ortschaftsrat die gleiche Stimmenzahl hatten. Schacherer war 2004 erstmals mit einer Mehrheit des Ortschaftsrates zum Ortsvorsteher gewählt. Er wurde nach den Kommunalwahlen 2014 in seinem Amt bestätigt.

### Gemeinderat
Unterbaldingen entsendet zwei seiner Bürger in den derzeit 28-köpfigen Bad Dürrheimer Gemeinderat. Dies ist neben dem Ortsvorsteher Jürgen Schwarz (CDU), Julian Götz, der ebenfalls der CDU-Fraktion angehört. Dieser wurde 2020 für sein besonderes Engagement mit der Unterbaldinger Ehrenurkunde ausgezeichnet. Bei den letzten Gemeinderatswahlen waren die beiden so erfolgreich, dass sie ihr Mandat selbst ohne Unechte Teilortswahl gewonnen hätten, dabei legt die Unechte Teilortswahl fest, dass Unterbaldingen mindestens zwei Bürger in den Gemeinderat entsendet.

### Wappen
| Wappen von Unterbaldingen | Blasonierung: „In Gold mit blauem Wolkenbord ein oberhalber roter Löwen“ |
| Wappen von Unterbaldingen | Wappenbegründung: Der rote Löwe erinnert an die Herren von Wartenberg, die vor den Fürstenbergern über Unterbaldingen herrschten. An die ehemalige Zugehörigkeit zum Hause Fürstenberg wird durch den 16-zahnigen blauen Wolkenrand erinnert, der den Löwen umgibt. Das Wappen wurde im Jahre 1902 vom badischen Generallandesarchiv vorgeschlagen und daraufhin vom Unterbaldinger Gemeinderat angenommen. Seitdem besitzt Unterbaldingen das Recht ein Wappen zu führen und verlor es auch nicht nach seiner Eingemeindung. |

## Sprache und Religion
In Unterbaldingen wird alemannisch gesprochen. Die römisch-katholische Mehrheit der Einwohner kann in der Unterbaldinger St. Gallus-Kirche Heilige Messe feiern. Die Evangelischen sind an die Kirchengemeinde Oberbaldingen angegliedert.

## Sehenswürdigkeiten

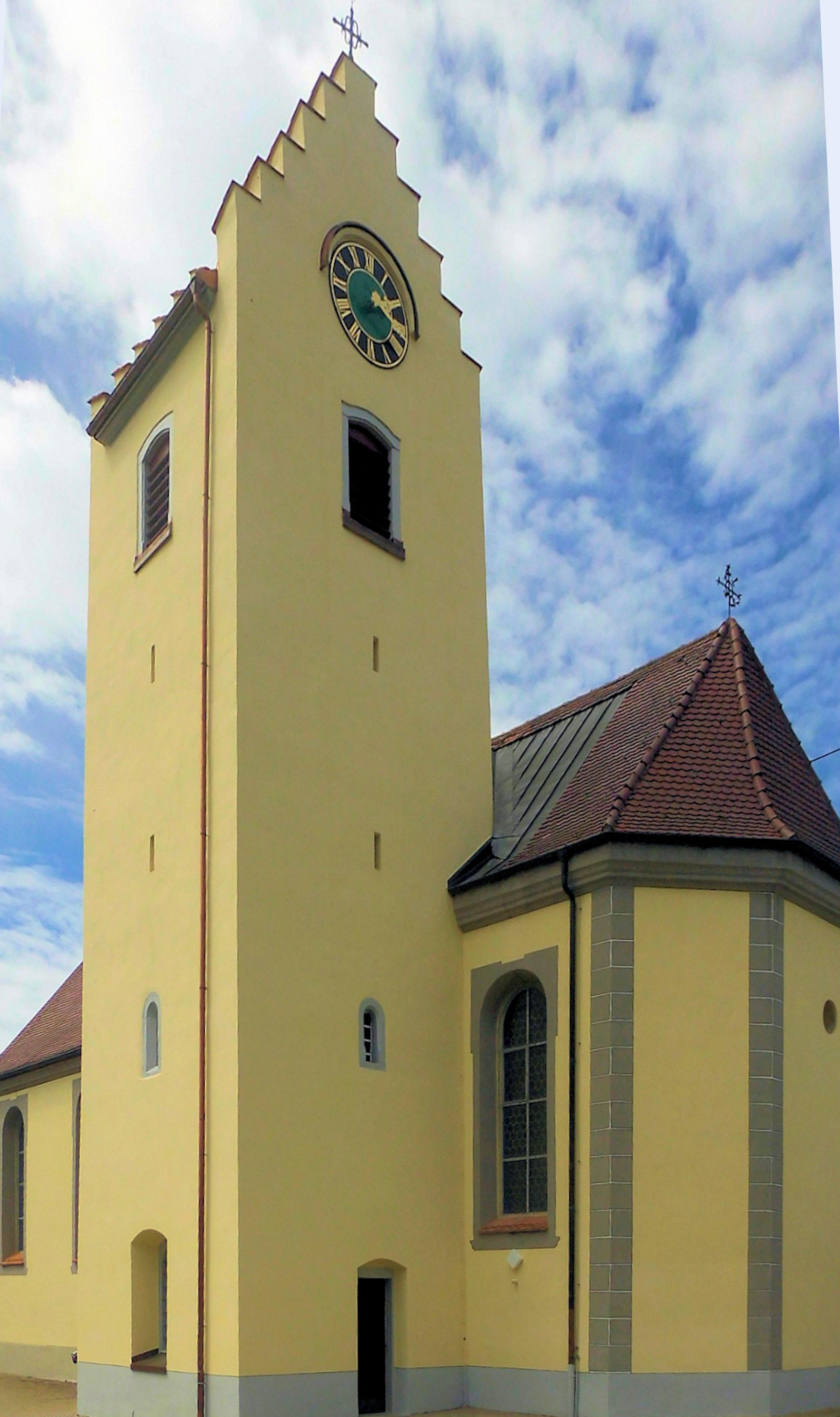
Ostseite St. Gallus

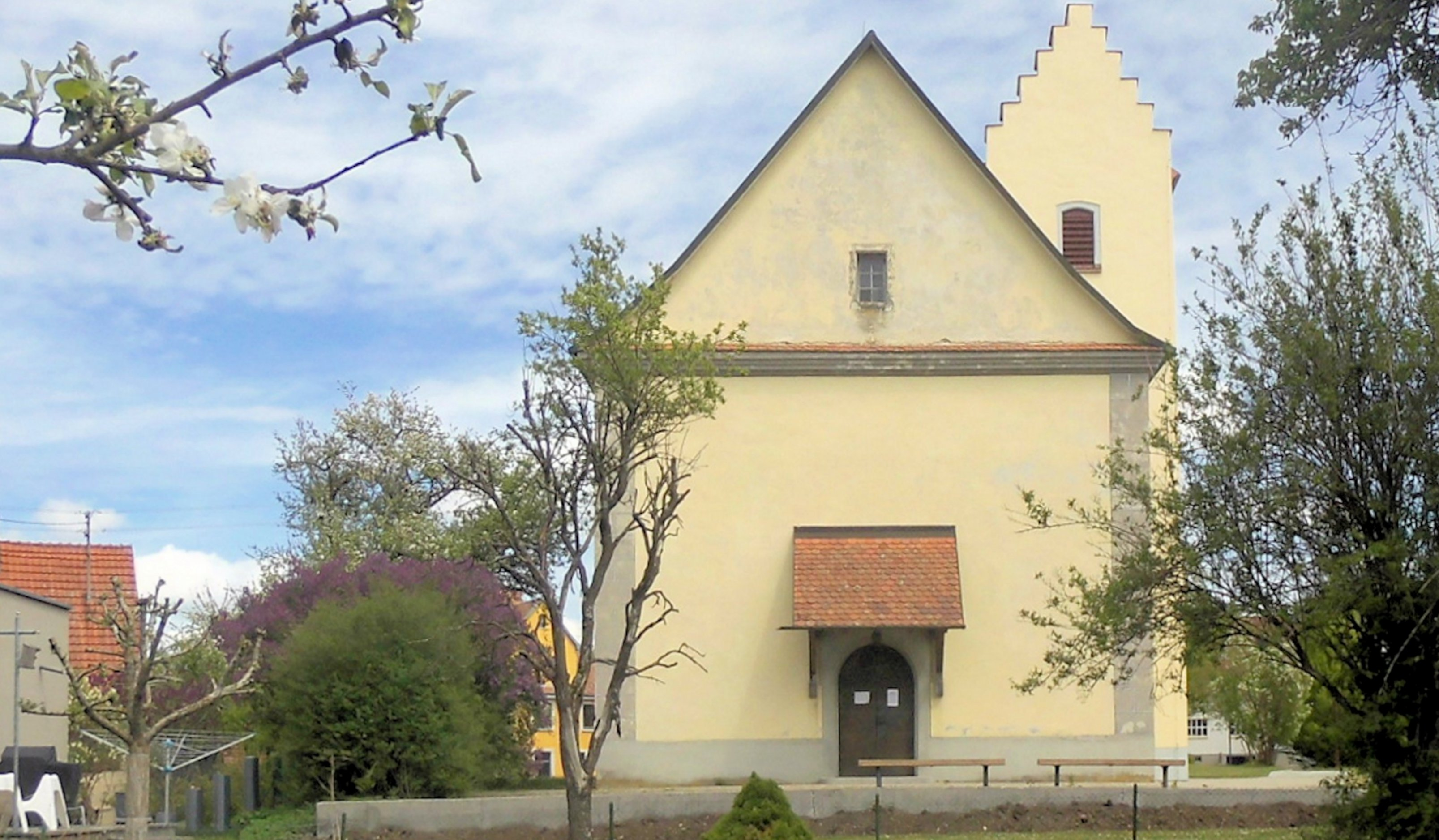
Westseite St. Gallus

Besonders sehenswert ist die denkmalgeschützte barocke St. Gallus-Kirche, deren gotischer Kirchturm bereits im 12. Jahrhundert als Wehrturm mit ihren für die Baar charakteristischen Treppengiebeln errichtet wurde. Das Kirchenschiff schließt sich ihm nach Westen an und wurde im Jahre 1732 fertiggestellt.
Des Weiteren ist der 400 Jahre alte Baldinga-Hof mit seinen markanten Treppengiebeln sehenswert. Er wurde früher als Fronhof des ehemaligen Klosters Friedenweiler genutzt.
Weitere Sehenswürdigkeiten im Ort sind das Pfarrhaus, das Rathaus, sowie das Alte Schulhaus, die zusammen mit der Kirche die Ortsmitte Unterbaldingens bilden.
Das nahe gelegene über 500 ha große Naturschutzgebiet Unterhölzer Wald bietet seinen Besuchern besondere Reize. Der Wald war einst der Tiergarten des Fürsten zu Fürstenberg, in dem Fürst Joseph Wenzel im Jahre 1780 auf Unterbaldinger Gemarkung ein Jagdschloss errichten ließ. Als besondere Rarität des Waldes gilt der bis zu 360 Jahre alte Eichen- und Buchenbestand.
Darüber hinaus lohnt sich der Aufstieg zur Blatthaldenhütte, die sich über 200 Meter über dem Dorf auf dem höchsten Punkt des Baldinger Berges befindet. Von dort erhält man nicht nur einen Überblick über Ober- und Unterbaldingen, sondern auch auf das nahe Donaueschingen und über die Baar, bis hin zum über 50 km entfernten Feldberg.

## Vereinsleben
Es gibt mehrere Vereine, darunter der Angelverein, der Musikverein, die Narrenzunft, der Gesangverein, die Landfrauen, sowie die Freiwillige Feuerwehr.
Das Alte Schulhaus, welches früher auch als Rathaus genutzt wurde, ist von den Vereinen des Ortes restauriert worden und bietet ihnen nun ein gemeinsames Aufenthaltshaus. Die Landfrauen, der Musik- und Gesangverein, sowie die Narrenzunft und die Jugend haben jeweils einen Raum zur Verfügung gestellt bekommen.
Vom 5. bis 7. Juli 2019 feierten die Vereine von Unterbaldingen und Oberbaldingen an der Ortsgrenze das Dorfjubiläum 1250 Jahre Unterbaldingen und Oberbaldingen.

## Persönlichkeiten
- Anton Merz von Unterbaldingen, 37. Abt des Klosters Tennenbach, gewählt 1719
- Karl Merz (1890–1970), Maler
- Der Radrennfahrer und Profisportler Domenic Weinstein (1994 in Villingen geboren) ist in Unterbaldingen aufgewachsen und lebt auch dort.